# Distretti governativi della Germania

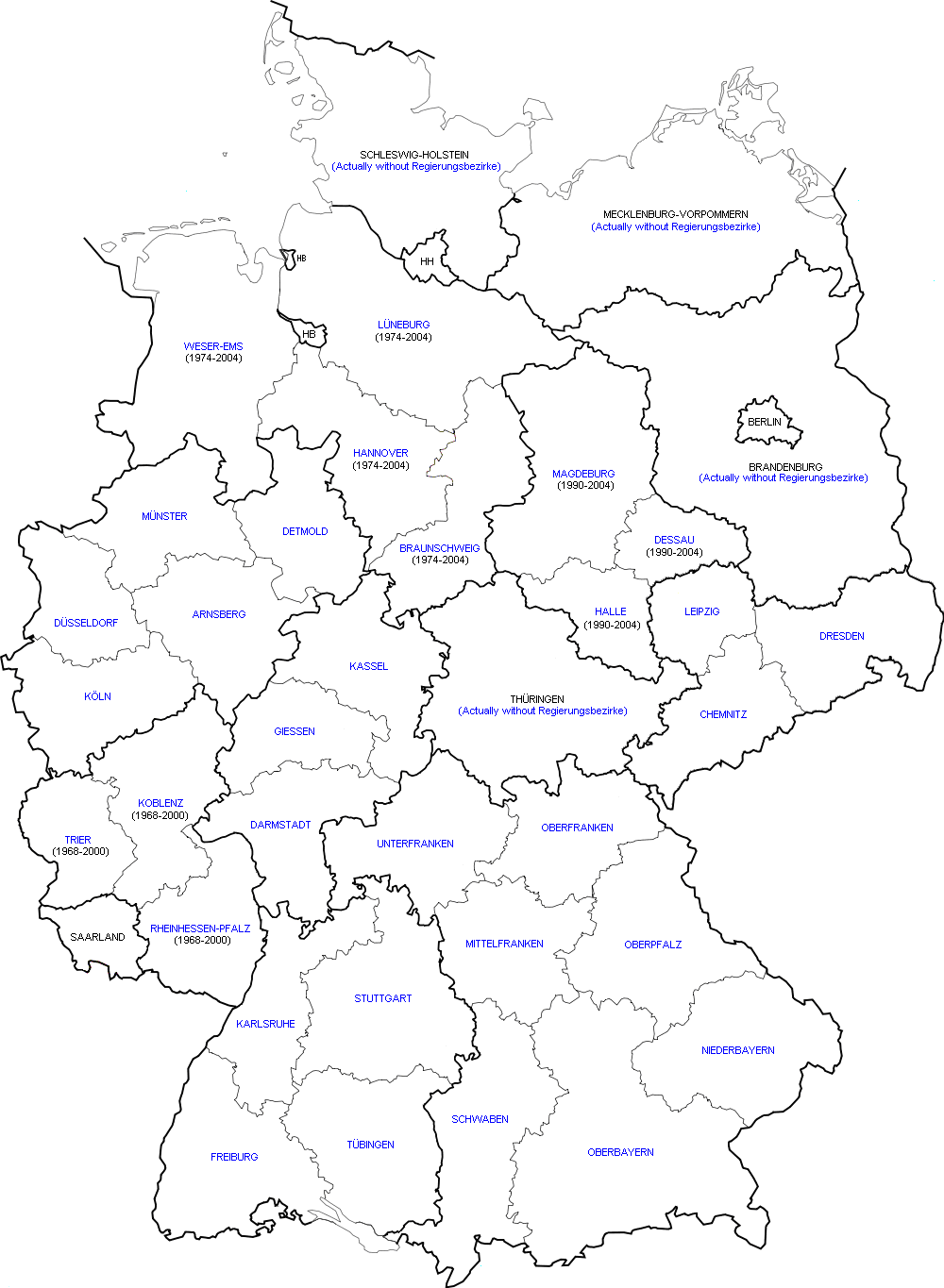
Mappa dei distretti governativi al 1º agosto 2008. Sono mostrati in mappa anche i distretti aboliti di Bassa Sassonia, Renania-Palatinato e Sassonia-Anhalt

I distretti governativi della Germania (in tedesco: Regierungsbezirk, pl. Regierungsbezirke) sono suddivisioni territoriali di decentramento amministrativo dei Länder, e raggruppano ciascuno un certo numero di circondari. Sono istituiti in 4 dei 16 Länder della Germania e, in Baviera, sono gestiti da autorità democraticamente elette e corrispondono territorialmente a ciascun distretto (Bezirk). La loro funzione è quella di distribuire su ambiti più ristretti le agenzie amministrative delle regioni troppo grandi.

## Suddivisioni attuali
Attualmente in Germania esistono i seguenti 19 distretti governativi:

### Baden-Württemberg
- Friburgo
- Karlsruhe
- Stoccarda
- Tubinga.

### Baviera
- Alta Baviera (Oberbayern)
- Alta Franconia (Oberfranken)
- Alto Palatinato (Oberpfalz)
- Bassa Franconia (Unterfranken)
- Bassa Baviera (Niederbayern)
- Media Franconia (Mittelfranken)
- Svevia (Schwaben).

Si tratta dell'unica regione dove il Governatorato (Regierung) e il Distretto (Bezirk) sono due amministrazioni geograficamente coincidenti ma funzionalmente distinte: la prima svolge le funzioni di una prefettura, la seconda quella di una provincia.

### Assia
- Darmstadt
- Gießen
- Kassel.

### Renania Settentrionale-Vestfalia
- Arnsberg
- Detmold
- Düsseldorf
- Colonia
- Münster

## Suddivisioni abolite
Tre stati federati hanno abolito i loro 10 distretti, che rimangono comunque come ripartizioni statistiche:

### Renania-Palatinato
Il 1º gennaio 2000 sono stati aboliti i 3 distretti della Renania-Palatinato:
- Coblenza
- Distretto governativo dell'Assia Renana-Palatinato
- Treviri

### Bassa Sassonia
Il 31 dicembre 2004 sono stati aboliti i 4 distretti della Bassa Sassonia:
- Braunschweig
- Hannover
- Luneburgo
- Weser-Ems

### Sassonia-Anhalt
Il 1º gennaio 2005 sono stati aboliti 3 distretti della Sassonia-Anhalt:
- Dessau
- Halle
- Magdeburgo

## Caso della Sassonia
Un caso particolare è quello della Sassonia, che ripartisce il suo territorio in tre aree per gli uffici dei suoi ministeri con basi a Lipsia, Dresda e Chemnitz. Gli altri otto Länder, tra cui le tre città-stato, non hanno mai creato distretti nella loro giurisdizione. A soli fini statistici di Eurostat dunque, la ripartizione in distretti e aree non distrettualizzate divide il territorio tedesco in trentotto zone.